# Johann Ulrich Schiess (Politiker, 1775)
Johann Ulrich Schiess (* 16. März 1775 in Hundwil; † 30. Juni 1849 in Herisau; heimatberechtigt in Herisau) war ein Schweizer Textilunternehmer, Gemeindepräsident, Mitglied des Kleinen Rats und Tagsatzungsgesandter aus dem Kanton Appenzell Ausserrhoden.

## Leben
Johann Ulrich Schiess kam als Sohn von Sebastian Schiess, Pfarrer und Dekan, und Elisabeth Enz zur Welt. Er war der Bruder von Johannes Schiess. Im Jahr 1798 heiratete er Katharina Barbara Enz, Tochter von Hans Conrad Enz, Stickfabrikant. Eine zweite Ehe ging er 1833 mit Anna Gähler, Tochter von Bartholome Gähler, ein.
Schiess war 1797 Mitgründer der Garn- und Weisswarenhandlung Gebrüder Schiess. 1834 zog er sich aus dem Geschäftsleben zurück.
Von 1802 bis 1816 war Ratsherr. Ab 1816 bis 1822 amtierte er als Gemeindehauptmann in Herisau. Von 1805 bis 1816 hatte er das Amt des Ausserrhoder Landesrittmeisters inne. Ab 1822 bis 1826 war er Landesfähnrich und von 1826 bis 1830 Landeshauptmann. In den Jahren 1830 bis 1833 versah er das Amt des Landesseckelmeisters. Er war Direktor des kantonalen Salzwesens, Kassier der Zoll- und Weggelder, Mitglied der Sanitätskommission und 1832 Tagsatzungsgesandter.
Wie sein Bruder gehörte Schiess zu den reichsten Bürgern Ausserrhodens. Er förderte mit namhaften Beiträgen Strassenbau und Realschule. Er besass die Alpen Langfluh und Tosegg. 1824 war er Mitgründer der Ersparniskasse Herisau.